# Suhoi Su-7
Suhoi Su-7 (denumire NATO: Fitter-A) a fost un avion supersonic de interceptare, vânătoare, bombardament și atac la sol și unul dintre primele avioane cu aripă în săgeată propulsate de un turboreactor produse în Uniunea Sovietică în anii 1950.  A fost fabricat în mai multe variante și s-a aflat în serviciul VVS și al forțelor aeriene ale aliaților Uniunii Sovietice.  În lupta reală acest avion a operat în Războiul de șase zile și Războiul de uzură, în serviciul Egiptului, precum și în războiul dintre India și Pakistan din 1967, în serviciul Indiei.